# Ernst Seydl
Ernst Karl Josef Seydl (* 8. Oktober 1872 in Mnischek, Königreich Böhmen; † 27. September 1952 in Wien) war ein böhmischer römisch-katholischer Geistlicher, letzter k.u.k. Hof- und Burgpfarrer und Weihbischof in der Erzdiözese Wien.

## Leben
Er wurde zum Doktor der Theologie promoviert und empfing am 25. Juli 1895 die Priesterweihe. Nach dem Tod des Hof- und Burgpfarrers Laurenz Mayer, Titularbischofs von Dioclea, wurde Seydl 1912 von Kaiser Franz Joseph I.  zum Nachfolger Mayers ernannt und begleitete als solcher den Monarchen in dessen Sterbestunde. Da es in jener Zeit am Wiener Hof üblich war, den jeweiligen Hof- und Burgpfarrer durch den Papst zum Weihbischof der Erzdiözese Wien ernennen zu lassen, setzte sich Kaiser Karl I. in dieser Hinsicht auch für Seydl ein, was am 30. September 1918 in Seydels Ernennung zum Titularbischof von Eucarpia und Weihbischof in Wien mündete. Die Bischofsweihe spendete ihm am 30. November 1918 – kaum drei Wochen nach dem Regierungsverzicht Kaiser Karls I. – der Erzbischof von Wien Friedrich Gustav Kardinal Piffl; Mitkonsekratoren waren Erzbischof Gregor Govrighian, Generalabt der Mechitaristen, sowie Joseph Pfluger, Weihbischof in Wien.
Nach dem Regierungsverzicht Kaiser Karls I. begleitete Seydl die kaiserliche Familie im März 1919 bei ihrer Ausreise von Österreich in die Schweiz. Rund um das ehemalige Herrscherpaar bildete sich ein kleiner Exil-Hofstaat, der aus dem ehemaligen kaiserlichen Privatsekretär Karl von Werkmann, den Adjutanten Wladimir Graf Ledochowski und Zeno von Schonta sowie dem letzten Hof- und Burgpfarrer Ernst Seydl bestand. Kaiserin Zita wurde von ihrer Hofdame Gabrielle Gräfin Bellegarde und der Erzieherin der Kinder, Therese von Korff, genannt Schmising-Kerssenbrock, begleitet. Weiters folgte auch Karls Mutter, Erzherzogin Maria Josepha, dem Kaiserpaar ins Exil nach.
Er war Ehrenmitglied der katholischen Studentenverbindung KÖHV Nordgau Wien, damals im CV, heute im ÖCV.
Ernst Seydl wirkte bis zu seinem Tod 1952 als Weihbischof in Wien. Er wurde auf dem Wiener Zentralfriedhof in der Abteilung "Domherrengräber" beigesetzt.